# Турнемир, Шарль
Шарль Турнеми́р (фр. Charles Tournemire; 22 января 1870, Бордо — 4 ноября 1939, Аркашон) — французский композитор и органист.

## Жизнь и творчество
Турнемир изучал в Париже игру на органе и контрапункт, композицию и гармонию у таких мастеров, как Сезар Франк, Шарль Мари Видор и Венсан д’Энди. Начиная с 1898 года он служил органистом в парижском соборе Св. Клотильды. В 1919 году стал профессором камерного ансамбля в Парижской консерватории.
Композитору принадлежал небольшой дом на острове Уэссан у западного, атлантического побережья Франции. Здесь он охотно проводил время и писал органную музыку, особенно удававшуюся ему, по признанию Турнемира, под шум морских бурь и рокот прибоя. Согласно описаниям современников, Турнемир был человеком темпераментным и непредсказуемым. Любого вида музыку, которая не служила бы восхвалению Господа, он считал совершенно бесполезной. Был замечательным, необычайно изобретательным импровизатором.
При жизни Турнемир был прежде всего известен как органист и импровизатор. В наше время внимание знатоков привлекают его восемь симфоний для оркестра, а также обширный цикл композиций L’Orgue Mystique (op. 55-57). Входящие в него сочинения содержат музыкальные произведения, связанные своим содержанием с ежевоскресной католической литургией, и сопровождаются грегорианским хоралом. Эти музыкальные работы указывают на глубокий, мистический католицизм Турнемира. Помимо сочинений для органа, следует отметить его прелюдии для фортепиано из цикла «Двенадцать прелюдий-стихотворений» (фр. Douze Prélude-Poèmes).

## Сочинения (избранное)

### Оркестровые произведения
- Sinfonie Nr. 1, Op. 18 «Romantique»
- Sinfonie Nr. 2, Op. 36 «Ouessant»
- Sinfonie Nr. 3, Op. 43 «Moscow 1913»
- Sinfonie Nr. 4, Op. 44 «Pages symphoniques»
- Sinfonie Nr. 5, Op. 47
- Sinfonie Nr. 6, Op. 48 для тенора, хора, органа и оркестра
- Sinfonie Nr. 7, Op. 49 «Les danses de la vie»
- Sinfonie Nr. 8, Op. 51 «Le triomphe de la mort»

### Органные произведения
- L’orgue mystique:
  - Le Cycle de Noël, Op. 55
  - Le Cycle de Pâpues, Op 56
  - Le Cycle après la Pentecôte, Op. 57
- Sortie, op. 3
- Pièce symphonique, op. 16
- Triple Choral, op. 41
- Symphonie sacrée, op. 71
- Deux Fresques symphoniques sacrées, op. 75/76

## Дискография (избранное)

### Для оркестра
- Все симфонии (кроме 6-й) — Московский симфонический оркестр, дирижёр Антонио де Альмейда (1994—1995)
- Симфония № 6 — Льежский филармонический оркестр, Симфонический хор Намюра, хор «Брюссельская полифония», дирижёр Пьер Бартоломе

### Для органа

#### L’orgue mystique
- Georges Delvallée (полностью)
- Sandro R. Müller (не окончено)